# Half
Half je biljni liker koji se dobiva iz prirodnog destilata Maraschina i esencije ljekovitih trava. U njemu je savršen sklad gorkog i slatkog okusa, pa se s užitkom pije prije i poslije jela. 

## Ostalo
- Postoji varijanta pelinkovca koja se naziva Half pelinkovac.